# Jizkor
Jizkor, Jizker (hebr. יִזְכֹּר, „oby wspominał [Pan duszę]”) – w judaizmie modlitwa odmawiana za dusze zmarłych bliskich krewnych lub męczenników.
Nazwy używa się także do opisania modłów za zmarłych odprawianych w święta Jom Kipur, Pesach, w Szmini Aceret oraz Szawuot. Wówczas odmawia się Psalm 91 i modlitwę Aw ha-Rachamim.